# Jim Saxton

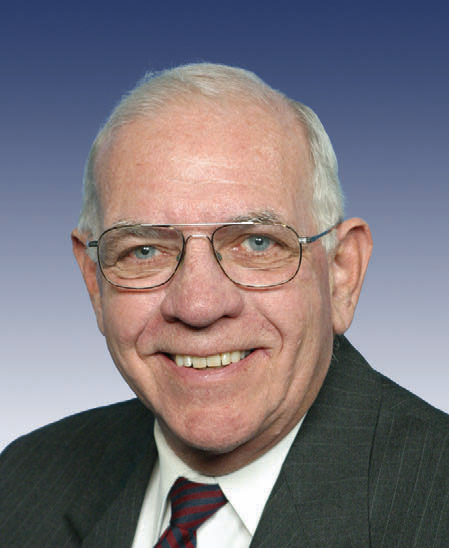
Jim Saxton (2005)

Hugh James „Jim“ Saxton (* 22. Januar 1943 in Nicholson, Wyoming County, Pennsylvania) ist ein US-amerikanischer Politiker. Zwischen 1984 und 2009 vertrat er den Bundesstaat New Jersey im US-Repräsentantenhaus.

## Werdegang
Jim Saxton besuchte bis 1961 die Lackawanna Trail High School in Factoryville. Daran schlossen sich Studiengänge am East Stroudsburg State College und der Temple University in Philadelphia an, an der er 1968 seinen Abschluss machte. In den folgenden Jahren arbeitete Saxton als Lehrer. Außerdem begann er als Mitglied der Republikanischen Partei eine politische Laufbahn. Zwischen 1976 und 1981 gehörte er der New Jersey General Assembly an; von 1982 bis 1984 saß er im Senat von New Jersey.
Nach dem Tod des Kongressabgeordneten Edwin B. Forsythe wurde Saxton bei der fälligen Nachwahl für den 13. Sitz von New Jersey als dessen Nachfolger in das US-Repräsentantenhaus in Washington, D.C. gewählt, wo er am 6. November 1984 sein neues Mandat antrat. Nach zwölf Wiederwahlen konnte er bis zum 3. Januar 2009 im Kongress verbleiben. Seit 1993 vertrat er dort als Nachfolger von Frank Pallone den dritten Distrikt seines Staates. Während seiner Mitgliedschaft im Kongress war Saxton zeitweise Mitglied im Streitkräfteausschuss, im Natural Resources Committee und im Joint Economic Committee, dessen Vorsitzender er war. Außerdem wirkte er in drei Unterausschüssen mit. Saxton galt als moderater Republikaner, der sich auch für Umweltbelange einsetzte. In seine Zeit als Abgeordneter fielen die Terroranschläge am 11. September 2001, der Irakkrieg und der Militäreinsatz in Afghanistan. Im Jahr 2008 verzichtete Saxton aus gesundheitlichen Gründen auf eine erneute Kongresskandidatur.